# الجاسوس الذي جاء من البرد
الجاسوس الذي جاء من البرد هي رواية جاسوسية للكاتب البريطاني جون لو كاريه كتبها عام 1963، صنفتها مجلة تايم ضمن قائمتها لأفضل 100 رواية في التاريخ.